# Dégroupage

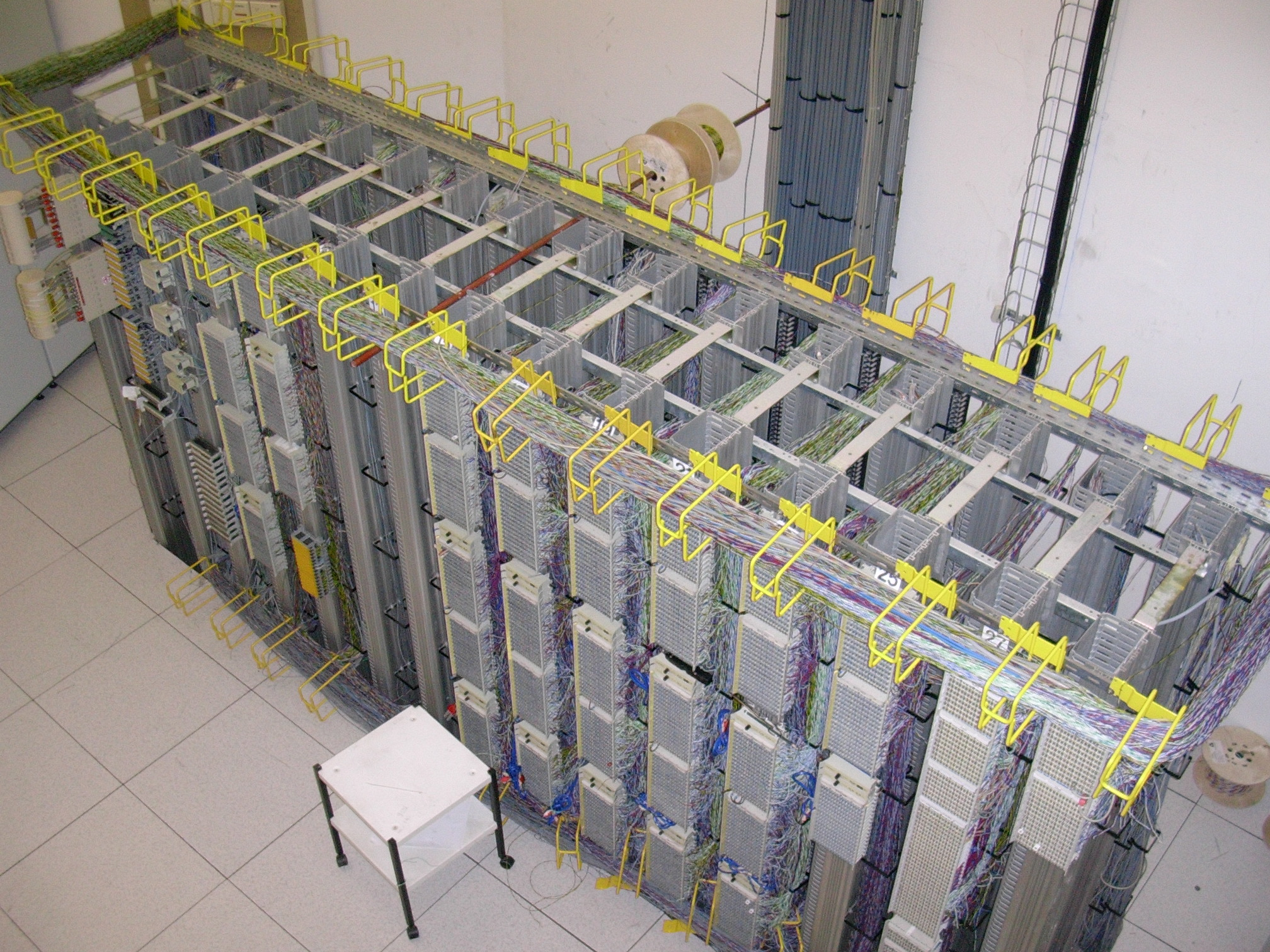
Répartiteur téléphonique.

Le dégroupage est une opération technique permettant l'ouverture du réseau téléphonique local à la concurrence. En effet, les opérateurs tiers ne disposent pas de la boucle locale qui appartient à l'opérateur télécom historique du pays. Le dégroupage permet aux opérateurs tiers d'accéder à cette boucle locale, soit en partie par le biais du dégroupage « partiel », soit en totalité par le biais du dégroupage « total ».

## Objectif
Le but du dégroupage est de permettre qu'une partie des signaux téléphoniques ne soient plus gérés par l'opérateur historique, mais par des opérateurs concurrents. L'opérateur historique conserve la gestion de la paire de cuivre depuis le lieu d'acheminement, jusqu'au central téléphonique. Suivant les choix faits, les signaux peuvent alors être gérés par un opérateur concurrent dès le central téléphonique.
Le dégroupage permet aux opérateurs alternatifs de bénéficier d'un accès direct à l'utilisateur final. Ils sont en mesure de contrôler de bout en bout le réseau et de fournir ainsi un service différencié de celui de l'opérateur historique.
Le dégroupage rend possible une concurrence réelle dans les offres commerciales d'ADSL et serait ainsi un facteur de baisse des tarifs de détail[réf. nécessaire].

### Obligations légales
Dans  l'Union européenne, la loi oblige l'opérateur historique à fournir un accès dégroupé à la boucle locale aux opérateurs alternatifs[réf. nécessaire]. Pour ce faire, il doit proposer aux opérateurs une salle de cohabitation située à proximité de ses installations, afin de pouvoir les relier aux équipements qu'installeront les opérateurs.
De ce fait, les opérateurs tiers ne sont pas tenus d'investir dans cette partie du réseau, qui va du central téléphonique à la prise de l'utilisateur. La force de l'opérateur historique a toujours été l'étendue de son réseau : en effet, l'installation d'une boucle locale est beaucoup plus rentable en plein cœur de Paris que dans un tout petit village ; en somme, les installations de la capitale permettent de financer celles des régions peu peuplées. C'est ce que l'on appelle la péréquation tarifaire spatiale comme dans la distribution du courrier postal ou de l'énergie électrique.
L'opérateur historique est rémunéré pour l'entretien de la boucle locale et pour l'amortissement de ses investissements. Les modalités de calcul du tarif du dégroupage sont définies par le régulateur (l'ARCEP pour la France). [réf. nécessaire].

## Fonctionnement
Le dégroupage concerne les hautes fréquences qui transitent via les lignes téléphoniques pour transporter les données. Selon que l'utilisateur conserve son trafic bas débit (la voix) ou non avec l'opérateur historique, on parle de dégroupage partiel ou total.

### BitStream
Le BitStream (bit stream est de l'anglais et signifie flux de données binaires) est une offre que fait l'opérateur historique aux FAI alternatifs pour qu'ils puissent proposer un service internet dans les zones où il n'y a pas de dégroupage. Le client conserve alors son abonnement auprès de l'opérateur historique (POTS), et le FAI loue le DSLAM à l'opérateur historique.
En France, les prestations « bitstream » consistent en une revente de l'offre de gros de Orange (via l'entité Orange Wholesale France) dénommée « DSL Access » et reposent sur l'option 5 du dégroupage. Le tarif de cette offre s'établissait ainsi au 1er juillet 2010 :
- 49 € HT d'établissement de service
- 7,30 € HT/mois d'abonnement par ligne
- 3,20 € HT/mois de frais d'accès à la collecte IP-ADSL par DSLAM
- 30 € HT/mois par Mb/s collecté sur le DSLAM dans le mois (au 95e percentile).

Les coûts mensuels supportés par les opérateurs alternatifs expliquent notamment l’absence de services consommateurs de données (IPTV, VOD etc), et le bridage de certains autres (P2P).[réf. nécessaire]
En France, le bitstream représentait, en 2012, 13 % des offres xDSL.
Certains opérateurs alternatifs ayant dégroupé la boucle locale de zones résidentielles peuvent proposer leur propre offre de collecte à d'autres opérateurs tiers. C'est le cas de SFR qui loue ses accès à OVH ou Bouygues Télécom lorsque ceux-ci ne disposent pas de lien dégroupé pour desservir un abonné.

### ADSL nu
En zone non dégroupée, certains FAI proposent à leurs clients l'ADSL nu, qui permet de s'affranchir de l'abonnement à l'opérateur historique (POTS) par rapport à l'offre BitStream. On trouve aussi la dénomination « Dry DSL », littéralement « ADSL sec ».
En France, les prestations « ADSL nu » consistent en une revente de l'offre de gros de Orange (via l'entité Orange Wholesale France) dénommée « DSL Access Only » et reposent sur l'option 5 du dégroupage. Le tarif de cette offre s'établissait ainsi au 1er juillet 2010 :
- 54 € HT d'établissement de service
- 14,15 € HT/mois d'abonnement par ligne
- 3,20 € HT/mois de frais d'accès à la collecte IP-ADSL par DSLAM
- 30 € HT/mois par Mb/s collecté sur le DSLAM dans le mois (au 95e percentile).

Là encore le DSLAM de l'opérateur historique est loué par un autre opérateur, ce qui implique généralement l'absence de service consommant beaucoup de bande passante (IPTV, VOD etc), et le bridage de certains autres (P2P).

### Dégroupage partiel
L'utilisateur est toujours client de l'opérateur historique et continue d'utiliser le POTS sur le réseau téléphonique commuté ; il continue à payer l'abonnement correspondant et bénéficie de tous les services associés à sa ligne (abonnement téléphonique). Être en dégroupage partiel signifie que l'on est dégroupé et donc ce terme ne s'applique pas en zone non dégroupée.
Grâce à un filtre ADSL, toutes les données voix (basses fréquences) passent par le réseau de l'opérateur historique ; les données numériques (hautes fréquences) passent, au-delà du central téléphonique, par le DSLAM de l'opérateur tiers. Les appareils « bas débit » (télécopie, Minitel, accès Internet bas débit) utilisant les basses fréquences peuvent ainsi être toujours utilisés par le client.
En France le dégroupage partiel repose sur l'option 1 de l'offre de dégroupage d'Orange (via l'entité Orange Wholesale France). Le tarif de cette offre s'établissait ainsi au 31 décembre 2014 :
- 66 € HT d'établissement de service ;
- 1,77 € HT/mois pour la location de la paire de cuivre et du filtre ADSL ;
- auxquels se rajoutent divers coûts mensuels sur la totalité du NRA (câble de renvoi, location salle, …)

### Dégroupage total
L'utilisateur n'est plus client et ne paie plus l'abonnement de l'opérateur historique.
Sa ligne est directement reliée (au niveau du NRA) aux équipements (DSLAM) de l'opérateur tiers.
La plupart des opérateurs tiers n'exploitent alors que les hautes fréquences en protocole IP. Leur offre de téléphonie se base alors sur la technologie VoIP pour permettre à l'utilisateur de continuer d'utiliser son téléphone et, dans certains cas, d'autres appareils « bas débit » (fax, Minitel). Le téléphone classique qui utilise les basses fréquences n'est plus utilisé.
L'utilisateur peut conserver son numéro de téléphone s'il le souhaite grâce à la portabilité du numéro, lorsque la législation locale la met en place.
En France le dégroupage total repose sur l'option 1 de l'offre de dégroupage de Orange (via l'entité Orange Wholesale France). Le tarif de cette offre s'établissait ainsi au 31 décembre 2014 :
- 56 € HT d'établissement de service ;
- 9,05 € HT/mois pour la location de la paire de cuivre et du filtre ADSL ;
- auxquels se rajoutent divers coûts mensuels sur la totalité du NRA (câble de renvoi, location salle, …)

Les coûts supportés par les opérateurs alternatifs étant plus importants qu'en dégroupage partiel, il est fréquent que ces abonnements soient plus chers pour le client final.

## Progression du dégroupage dans le monde

### Union européenne

#### Royaume-Uni
Au Royaume-Uni, 210 000 connexions à la boucle locale avaient été dégroupées de l'opérateur BT au 14 janvier 2006. L'Ofcom avait espéré qu'un million de connexions à la boucle locale auraient été dégroupées dès juin 2006. Cependant, comme rapporté par le site The Register, au 15 juin 2006, le nombre a atteint seulement 500 000, mais augmentait au rythme de 20 000 par semaine.
En juin 2006, AOL Royaume-Uni avait dégroupé 100 000 lignes à travers son investissement de 120 000 000 de livres, en faisant le plus grand opérateur alternatif du Royaume.
Aujourd'hui c'est une entité séparée de l’opérateur historique BT OpenReach qui s'occupe de la gestion du réseau fixe et du dégroupage. De nombreux opérateurs (les principaux étant TalkTalk et Sky) accèdent à ces offres et proposent des accès VDSL via un réseau à topologie FTTC comprenant plus de 30 000 armoires de rue.

#### Allemagne
Situation actuelle des FAI en Allemagne : 

#### France
- Au 30 juin 2009, 6 986 000 accès étaient dégroupés par l'opérateur France Telecom pour des FAI alternatifs en France d'après l'observatoire du dégroupage[5] de l'ARCEP.
- Au 30 juin 2012, ce nombre est monté à 10 489 000 accès[6].
- En mai 2016, le marché internet français est le suivant, avec 13,46 millions de lignes dégroupées parmi 24,64 millions d'abonnements à Internet :

Selon l'Arcep, le tarif récurrent mensuel du dégroupage total sur le marché de gros pourra s'élever jusqu'à 9,31 € par mois à compter du 1er janvier 2018, 9,41 € par mois à compter du 1er janvier 2019 et 9,51 € par mois à compter du 1er janvier 2020.
| Pour des raisons techniques, il est temporairement impossible d'afficher le graphique qui aurait dû être présenté ici. | Pour des raisons techniques, il est temporairement impossible d'afficher le graphique qui aurait dû être présenté ici. |
| Source Arcep | |

En France, le tarif du dégroupage est passé de dix-sept euros en 2000, à neuf euros mensuel en 2012, soit une baisse de moitié. Il est ensuite resté relativement stable avec un tarif, défini par l'Arcep, de 9,31 € pour 2018.

### États-Unis et Canada
Les instances de régulation — la FCC aux États-Unis et le CRTC au Canada — exigent que les opérateurs historiques (ILEC) donnent accès à leur infrastructure locale existante aux fournisseurs de services alternatifs (CLEC) à un certain prix de gros prédéfini.

### OCDE
La Nouvelle-Zélande est le 29e sur 30 pays de l'Organisation de coopération et de développement économiques (OCDE) à dégrouper la boucle locale. Le dernier pays ne l'ayant pas encore ouverte est le Mexique.
En Turquie, en décembre 2011, 8 521 lignes avait été dégroupés.

### Suisse
La Suisse fut l'une des dernières nations de l'OCDE à fournir le dégroupage, parce que le Tribunal fédéral avait conclu en 2001 que le Swiss Telecommunications Act de 1996 ne l'exigeait pas. Le gouvernement a alors émis une ordonnance fournissant le dégroupage pour 2003, et le Parlement amenda l'acte en 2006. L'accès de base aux infrastructures est maintenant disponible, l'accès au dégroupage rapide de données est limité à une période de quatre années après l'entrée en vigueur de l'acte.
Des demandes de dégroupage ont tendance à s'enliser devant la justice, car, à la différence de l'Union européenne, la loi suisse ne prévoit pas un règlement ex ante des conditions d'accès pour l'opérateur. Dans le système ex post pratiqué en Suisse, chaque nouveau candidat doit d'abord essayer de conclure un accord individuel avec Swisscom, l'opérateur national.

### Hong Kong
À Hong Kong, lors de la rencontre de l'Executive Council du 6 juillet 2004, le Council a avisé et le Chief Executive ordonné que l'intervention réglementaire concernant les interconnexions « Type II » (Hong Kong/Traditional Chinese :第二類互連) concernant le téléphone pour les bâtiments individuels couverts par de tels échanges soit supprimée.

### Maroc
Au Maroc, une offre de dégroupage partiel proposée en 2007 n'a pas suscité l'intérêt des opérateurs alternatifs.
L'Agence nationale de règlementation des télécommunications (ANRT) a approuvé une offre de dégroupage total de Maroc Telecom. Cette dernière entre en vigueur le 8 juillet 2008 et deux opérateurs doivent alors en bénéficier : Méditel et Wana. Les tarifs de cette offre avaient été fixés à 100 dirhams hors taxes.

### OMC
Certaines dispositions de la loi sur les télécommunications de l'Organisation mondiale du commerce (OMC) peuvent être lues comme exigeant le dégroupage :
- Sect. 5(a) of the GATS Annex on Telecommunications (1) requires WTO Members to guarantee service suppliers "access to and use of public telecommunications transport networks… for the supply of a service". New entrants argue that without LLU they cannot supply services such as ADSL.
- Sect. 2.2(b) of the 1998 Reference Paper (2), to which some Members have subscribed, requires "sufficiently unbundled interconnection" with major providers. However, the Paper's definition of interconnection appears to exclude LLU.
- Sect. 1 of the Reference Paper requires Members to maintain "appropriate measures… for the purpose of preventing [major] suppliers… from engaging in or continuing anti-competitive practices." New entrants argue that such practices include not giving competitors access to facilities essential to market entry, such as la boucle locale.

La question n'a pas encore été soumise à un corps juridique de l'OMC, et ces obligations ne s'appliquent que là où les États membres ont ouvert leur marché de télécommunications à la concurrence. Environ 80 membres (la plupart développés) l'ont fait depuis 1998.

## Glossaire
(novembre 2015).
- Accès dégroupé à la boucle locale : l'opérateur historique permet à ses concurrents d'exploiter tout ou partie de la boucle locale.
- Accès complet (dégroupage total) : l'opérateur historique « loue » purement et simplement la boucle locale à un opérateur tiers, qui prend en charge l'ensemble des fréquences de la ligne, y compris la voix.
- Accès partagé (dégroupage partiel) : un opérateur tiers peut utiliser les différentes fréquences disponibles sur le réseau, à l'exception des fréquences vocales (voix). L'abonné est toujours client de l'opérateur historique et lui paie un abonnement.
- Boucle locale : la partie de la ligne téléphonique qui va de l'armoire de l'opérateur jusque chez le client.
- Boucle Locale Radio : technologie, qui utilise les ondes radio, alternative à la boucle locale filaire.
- Colocalisation : l'opérateur historique héberge dans ses locaux techniques le matériel d'un opérateur tiers (le plus souvent un FAI).
- Courants porteurs en ligne (CPL) : technologie qui consiste à faire passer les données en hautes fréquences dans les câbles électriques.
- Données « data » : toutes les liaisons télématiques : Minitel, télécopie, accès Internet.
- Données « voix » : toutes les conversations téléphoniques classiques.
- DSLAM : Appareil qui relie la boucle locale (les lignes DSL des clients) et le réseau d'un opérateur téléphonique ou Internet.
- Éligibilité technique : capacité physique d'une ligne téléphonique à supporter les services que l'on compte y faire transiter.
- Fibre optique : câble composé de fibres transparentes dans lesquels les données circulent sous forme de lumière.
- Portabilité du numéro : permet de garder le même numéro de téléphone lors d'un changement d'opérateur.
- Réseau téléphonique commuté : réseau de téléphonie « classique » qui met en liaison deux abonnés en actionnant des commutateurs, d'où son nom. La liaison entre les deux postes était historiquement une liaison physique.
- VoIP : réseau de téléphonie où la « voix » transite par les mêmes circuits que les données informatiques. La connexion entre les deux abonnés est virtuelle. Les informations de type données (« data ») peuvent circuler en parallèle sur la même liaison IP.